# 2MASS J16072782-2239040
2MASS J16072782-2239040 ist ein Brauner Zwerg im Sternbild Skorpion. Er wurde 2008 von Nicolas Lodieu et al. entdeckt.
Er gehört der Spektralklasse L1 an.